# Isla Alto Echániz
Isla Alto Echániz (también denominada Alto Etxaniz) es el nombre que recibe una pequeña isla española situada en el embalse de Ullíbarri-Gamboa que está situado en el municipio de Barrundia, provincia de Álava.